# 小林直己
小林直己（日语：／ Kobayashi Naoki，1984年11月10日—）是日本的舞者、演員、模特。為男子歌舞組合EXILE的表演者，以及男子歌舞組合三代目J Soul Brothers的隊長兼表演者。原二代目J Soul Brothers。 舊藝名NAOKI。千葉縣印西市出身。身高187cm。

## 簡歷
高中生起因夢想成為歌手因此去上歌唱課，為了訓練節奏感也開始到舞蹈學校上課。高中生的時候屬於籃球部和合唱部。高中畢業後，就讀法政大學，但為了追求「把跳舞作為工作」這個夢想，從法政大學休學。2006年，相識舞蹈團體「RAG POUND」，與AKIRA認識。7月加入｢RAG POUND｣，10月參加了J Soul Brothers選秀，不過很可惜落選。
2007年參加了劇團EXILE「太陽に灼かれて」的演出，同時也擔任該劇編舞，11月10日加入(第二代)J Soul Brothers。
2009年3月1日加入放浪兄弟。
2010年11月10日，與放浪兄弟的活動並進，作為三代目J Soul Brothers的隊長兼表演者開始活動。
2012年1月25日，因為被診斷發達性脊柱管狹窄症，發表了需要數個月之間的治療，治療期間盡量控制減少舞蹈等的激烈的活動的表演。
2014年7月、隨「第四章」開始，藝名改為使用本名小林 直己。同年、以BeeTV的『医師 問題無ノ介』劇集演員出道。

## 人物
- 高中生的時候屬於籃球部和合唱部。
- 能用結他演奏、於2012年三代目J Soul Brothers巡迴演唱會上演奏。
- KRUMP NAME叫Jr Twiggz。

## 参加團體
- RAG POUND（2006年7月 - ）
- (二代目) J Soul Brothers（2007年11月10日 - 2009年3月1日）
- EXILE（2009年3月1日 - 現在）
- 三代目J Soul Brothers from EXILE TRIBE（2010年11月10日 - 現在）
- DANCE EARTH PARTY（2014年）
- ®AG POUND（2015年）
- THE Sharehappi from 三代目 J Soul Brothers from EXILE TRIBE（2015年 - )

## 出演
與EXILE相關的演出請參考EXILE#演出
※角色名字顯示為 粗字體即表示為主角 

### 電視劇
- クロハ～機捜の女性捜査官（2015年2月22日、朝日電視台）- 飾演 雷雲
- 暗夜英雄Naoto（2016年4月 - 6月、東京電視台）-飾演 小林直己 [4]
- 特別機動捜査隊2024（2024年7月預定、朝日電視台）- 主演

### 配信劇集
- 医師 問題無ノ介（2014年12月20日 - 、dビデオ powered by BeeTV）- 飾演 闇埜一刀斎[5]
  - 医師 問題無ノ介2（2016年12月、dTV）

### 電影
- たたら侍（2017年）-飾演 新平

- HiGH & LOW熱血街頭 電影版 2 天空的盡頭（2017年8月19日）- 飾演 九鬼源治
  - HiGH & LOW熱血街頭 電影版 3 終極任務（2017年11月11日）

- 荒野の忍 Returen of Ninja（2018年）-飾演 サトウ
- その瞬間、僕は泣きたくなった－CINEMA FIGHTER（2019年）-飾演 蓮
- The Earthquake Bird（2019年）-飾演 松田禎司

### 舞台
- 劇団EXILE 本公演第1回「太陽に灼かれて」（2007年9月 - 10月）
- 劇団EXILE 本公演第2回「CROWN 眠らない夜の果てに…」（2008年5月）
- 劇団方南ぐみ 企画公演「あたっくNo.1」（2009年1月） 飾演 北吾一 少尉
- その鉄塔に男たちはいるという（2009年10月） - 吉村 役
- 劇団EXILE JUNCTION #1「Night Ballet」（2010年3月） 飾演 大賀 / 三宅
- 劇団EXILE 本公演第4回「DANCE EARTH 〜願い〜」（2010年5月） 飾演  ヨシキ
- 熱海殺人事件 40years' NEW（2013年2月 - 3月） 飾演 大山金太郎
- 劇団EXILE「あたっくNo.1」（2013年8月 - 9月）飾演 北吾一 少尉
- 飛龍伝21 〜殺戮の秋〈いつの日か、白き翼に乗りて〉（2013年10月）
- DANCE EARTH PROJECT グローバルダンスエンターテインメント「Changes」（2014年5月）

### 廣告
- GREE「聖戦ケルベロス」（2012年）
- 富士通「ARROWS」（2012年11月 - ）
- 江崎固力果「百奇」（2015年 - ）[6]

### 配信節目
- EXILEが毎日生出演「19 -Road to AMAZING WORLD-」アルバム発売特番 ～直己の部屋～（2015年3月23日 - 29日 、NICONICO生放送） - 主持[7]

### 音樂錄影帶
- EXILE THE SECOND「YEAH!! YEAH!! YEAH!!」（2016年）

### 時裝表演
- Yohji Yamamoto HOMME 2017SS Paris Collection（2016年6月23日）[8]

### 其他
島根県観光プロモーション「ご縁の国しまね」（2015年 - ） - 形象代言人

## 外部連結
- 小林 直己｜PROFILE｜EXILE Official Website （页面存档备份，存于）
- MEMBER｜小林 直己｜三代目 J Soul Brothers OFFICIAL WEBSITE （页面存档备份，存于）
- Naoki Kobayashi的X（前Twitter）
- Naoki Kobayashi的Instagram帳戶
- Naoki Kobayashi的Facebook專頁
- 小林直己在互联网电影资料库（IMDb）上的資料（英文）